# 彼は眠れない
『彼は眠れない』（かれはねむれない）は、日本の歌手である沢田研二の26作目となるオリジナルアルバム。
1989年10月11日に東芝EMI／イーストワールドよりリリース。

## 解説
本作はEXOTICS以来の共演となる吉田建を招聘してのアルバム制作となった。当時はちょうど第二次バンドブームにあたり、本作の編成もそれを意識したもので、この年「Diamonds」「世界でいちばん熱い夏」などの大ヒットでムーブメントの渦中にあったプリンセス プリンセスの奥居香（現岸谷香）に作曲を依頼している。
作家陣に作詞ではサエキけんぞう（パール兄弟）、松井五郎、尾上文（Boy Meets Girl）、井ノ上和宏、作曲では奥居の他にNOBODY、鶴久政治（チェッカーズ）、大沢誉志幸、徳永英明、忌野清志郎、松任谷由実が楽曲を提供している。
レコーディングに参加したミュージシャンでは全てのベースが吉田建、ドラムスに村上“ポンタ”秀一、ギターに佐橋佳幸、下山淳（ルースターズ）、キーボードに国吉良一、ホッピー神山を起用し、吉田と同じくEXOTICSのメンバーだった西平彰が参加した。この時のメンバーから沢田の新しいバックバンドJAZZ MASTERが結成されることになる。
デザインワークは早川タケジが担当している。

## 収録曲
1. ポラロイドGIRL
  - 作詞:サエキけんぞう／作曲:奥居香／編曲:吉田建
2. 彼は眠れない
  - 作詞:松井五郎／作曲:NOBODY／編曲:吉田建
  - 作曲を担当したNOBODYが、1990年にリリースされたアルバム『NOBODY SONGS』にて「AH-AH-AH (WE ARE THE FREE)」というタイトルで、ティム・ジェンセンによる英語歌詞に変更されたうえでセルフカバーした[2]。
3. 噂のモニター
  - 作詞:サエキけんぞう／作曲・編曲:吉田建
4. KI・MA・GU・RE
  - 作詞・作曲:忌野清志郎・小原礼／編曲:吉田建
  - 沢田と忌野のデュエットであるが、元々は忌野のソロアルバム用に作られた曲であり、忌野の死後に未発表音源としてリリースされたアルバム『Baby ＃1』（2010年）に忌野本人によるバージョンが収録されている。
5. 僕は泣く
  - 作詞:尾上文／作曲:鶴久政治／編曲:西平彰
6. 堕天使の羽音
  - 作詞:西尾佐栄子／作曲・編曲:吉田建
  - 「DOWN」のカップリング曲。ブティック・ジョイCFソング
  - 渡辺美里がコーラスに参加している。
7. 静かなまぼろし
  - 作詞・作曲:松任谷由実／編曲:国吉良一
  - 1978年に発売されたユーミンのアルバム『流線形'80』に収録されているが、元々は1978年にフジテレビ「ミュージックフェア」で共演した際に沢田に提供された作品で、11年越しで音源化が実現した。
8. むくわれない水曜日
  - 作詞:尾上文／作曲:大羽義光／編曲:吉田建
9. 君がいる窓
  - 作詞:尾上文／作曲:大沢誉志幸／編曲:吉田建
10. Tell Me... blue
  - 作詞:井ノ上和宏／作曲:大沢誉志幸／編曲:西平彰
11. DOWN
  - 作詞:尾上文／作曲:NOBODY／編曲:吉田建
12. DAYS
  - 作詞:松井五郎／作曲:徳永英明／編曲:吉田建
  - 「ポラロイドGIRL」のカップリング曲。
13. ルナ
  - 作詞:尾上文／作曲:徳永英明／編曲:吉田建

## 参加ミュージシャン
- Drums：村上'PONTA'秀一 (Special Thanks to PEARL DRUM SABIAN CYMBAL)
- Bass：吉田建
- Guitars：佐橋佳幸, 下山淳
- Keyboards：国吉良一，ホッピー神山，西平彰
- Keyboard Programmings：北城浩志(ADAGIO), 石川鉄男 (SMILE), 福田竜太 (TIGHT ROPE)
- Hones：池谷明広(TB. HORN ARRANGEMENT), 兼崎順一(TP.) , 渕野繁雄(TS.), 包国充(AS. AS.)
- Chorus：KANGAROO MISATO, 告井延隆 (FROM 'SENTIMENTAL CITY ROMANCE'), 中野督夫 (FROM 'SENTIMENTAL CITY ROMANCE'), 桑名晴子, 坪倉唯子, 和田恵子
- Guest Vocals：忌野清志郎